# Metallurgi
Metallurgi er den del af naturvidenskaben og ingeniørkunsten, hvor man undersøger fysiske og kemiske egenskaber hos metalliske grundstoffer og deres blandinger, der kaldes legeringer. 
De fleste metalliske grundstoffer kan bedst anvendes i en legeret form f.eks. stål-, bronze- eller aluminium legeringer, og nogle næsten 100% rene grundstoffer som f.eks. halvlederne har deres egenskaber fra iblanding af en nøje kontrolleret mængde urenheder. Metallerne er stærkere end de fleste plastic-materialer og har større sejhed end de fleste stoffer, lavet af keramik. 
Modsat de ingeniører, der beskæftiger sig med metalliske komponenters statik, så interesserer metallurger sig for de mikroskopiske mekanismer, der får et metal eller en legering til at opføre sig, som det gør, dvs. de ændringer, der sker på det atomare plan, og som påvirker metallets (eller legeringens) makroskopiske egenskaber.
Metallurgi anvendes på elektroniske materialer, da man bruger metaller som aluminium og kobber i kraftledninger, mens kobber og ædelmetaller bruges til de bittesmå, elektriske kredsløb på computerchips. 
Fagets viden bruges også inden for svejsning og lodning, som er to metoder til samling af metaller. 
Der er brugt mange kræfter på at forstå ét meget vigtigt sæt af legeringer, jern-kulstof, bedre kendt som stål. 
Metaludvinding er kunsten at adskille metaller, sædvanligvis i form af metal-oxider, fra deres malm og at rense dem til rent metal. For at omdannes til metal må metal-oxider gennemgå en reduktion enten kemisk eller gennem elektrolyse.

## Historie
De første tegn på menneskelig metallurgi stammer fra det 5. og 6. årtusinde f.Kr., og blev fundet i arkæologiske udgravninger i Majdanpek, Yarmovac og Plocnik som ligger i Serbien.
Til dato findes den tidligste kobbersmeltning på Belovode site, disse eksempler omfatter en kobberøkse fra ca. 5500 f.Kr. som tilhører Vinca kulturen. Andre tegn på menneskelig metallurgi findes fra det tredje årtusinde f.Kr. i steder som Palmela (Portugal), Los Millares (Spanien), og Stonehenge (Storbritannien).

## Industrielle revolution
En af de største forandringer i metalindustrierne under den industrielle revolution var udskiftningen af træ-baseret organisk brændsel med fossilt brændsel baseret på kul. En stor del af denne udvikling kom før den industrielle revolution som følge af sir Clement Clerke og andre opfindelser efter 1678 med at bruge kul i flammeovne kendt som kupler. Disse blev drevet af flammer, som indeholdt kulilte hvorved dette reagerede med malmen og reducerede oxiderne til metal. Fordelen ved dette var, at urenheder i kullene (svovl osv.) ikke blev overført til metallet.
Teknologien blev dernæst anvendt på bly efter 1678 og kobber efter 1687. Den blev også anvendt til udsmeltning af jern i 1690'erne, dog blev den vekselvirkende ovn kendt som en luftsmelteovn i dette tilfælde.